# Montholier
Montholier ist eine französische Gemeinde im Département Jura in der Region Bourgogne-Franche-Comté. Sie gehört zum Arrondissement Dole und zum Kanton Bletterans.

## Geografie
Montholier ist rund acht Kilometer von Poligny und zwölf Kilometer von Arbois entfernt. Die Fernstraße D905 verläuft schnurgerade und verbindet die Ortschaft mit Aumont im Norden und Tourmont im Südosten. Montholier grenzt außerdem an Abergement-le-Grand im Nordosten, Grozon im Osten, Brainans im Süden und Neuvilley im Westen.

## Bevölkerungsentwicklung
| Jahr                       | 1962 | 1968 | 1975 | 1982 | 1990 | 1999 | 2008 | 2017 |
| -------------------------- | ---- | ---- | ---- | ---- | ---- | ---- | ---- | ---- |
| Einwohner                  | 278  | 259  | 270  | 289  | 286  | 283  | 317  | 359  |
| Quellen: Cassini und INSEE |      |      |      |      |      |      |      |      |

## Wirtschaft
Von den 7,99 Quadratkilometern der Gemeindegemarkung werden rund 4,5 landwirtschaftlich genutzt. 